# FinecoBank
FinecoBank S.p.A. è una banca fintech indipendente con oltre 1 600 000 clienti che offre servizi di banking, credit, trading e investimento.
Dispone di una delle maggiori reti di consulenti finanziari in Italia, con oltre 3 000 Personal Financial Advisor, un network di oltre 430 Fineco Center e un patrimonio totale clienti di 140 miliardi di euro, di cui circa 68 miliardi nel segmento Private Banking. Fineco è anche leader in Italia nel trading online, con una quota pari al 26,67% nella classifica "Equity". Dal 2 luglio 2014 è quotata alla Borsa Italiana, dove è presente nell'indice FTSE MIB.

## Storia

### Gli inizi, dalla Banca Popolare di Novara alla Bipop Carire
Fineco nasce ufficialmente nel 1982 con la denominazione di GI-FIN S.r.l., diventando qualche mese più tardi una S.p.A..
L'anno successivo esso incorpora l'Istituto per le Cessioni del Quinto S.p.A., divenendo così la Novara ICQ S.p.A., ed entrando nel Gruppo Banca Popolare di Novara.
Nel 1996 tale istituto viene ceduto a Banco Popolare di Brescia e varia la sua denominazione in ICQ Banca Cisalpina S.p.A.; nel 1999 esso viene ribattezzato Fin-Eco Banca ICQ S.p.A., entrando nel Gruppo Bipop Carire e aprendo il servizio retail di trading online in Italia.

### Trasformazione in Istituto di Credito
Alla fine del 1999 Fineco diventa una banca e lancia il primo servizio di Conto di deposito remunerato in Italia.
Nei mesi successivi vengono erogati dalla banca anche i servizi di Conto corrente e il servizio si trasforma da conto di deposito a conto completo, con carte di pagamento, assegni, ricariche telefoniche e tutto ciò che oggi è parte dell'offerta Fineco.
Nel 2001 l'istituto di credito raggiunge quota 250.000 clienti.

### Entrata in Capitalia e in FinecoGroup
Nel 2002 la banca insieme a Bipop Carire entra in Capitalia S.p.A., assume l'attuale denominazione FinecoBank S.p.A. e diventa parte di FinecoGroup S.p.A., che le concede in affitto il ramo d'azienda che comprende la gestione di tutti i promotori finanziari di Bipop, Fineco e anche Banca Manager.

### Entrata nel Gruppo UniCredit
A seguito della fusione per incorporazione, avvenuta nel 2008, in UniCredit S.p.A. di Capitalia, Fineco incorpora le attività di Xelion, che allora era la banca multicanale di UniCredit, mentre cede ad UniCredit Consumer Financing Bank S.p.A. e ad UniCredit Banca per la Casa S.p.A. i business relativi alle cessioni del quinto (Fineco Prestiti S.p.A.) e alle erogazioni di mutui (Fineco Crediti S.p.A.).

### Quotazione in Borsa
Dal 2 luglio 2014 l'istituto di credito è quotato alla Borsa di Milano sul segmento MTA con una capitalizzazione iniziale di 2,24 miliardi di euro corrispondente ai 3,70 euro per azione del prezzo dell'IPO.
Dal 1º aprile 2016 il titolo FinecoBank entra a far parte del FTSE MIB e dal 2017 entra anche nello STOXX Europe 600.
Il 7 giugno dello stesso anno Fineco lancia le attività anche nel Regno Unito, attraverso un conto dedicato ai residenti britannici.
Nel 2018 nasce Fineco Asset Management (FAM), società irlandese attiva nella gestione di fondi.

### Uscita dal Gruppo UniCredit
L'8 maggio 2019 UniCredit ha ceduto sul mercato il 17% delle azioni di FinecoBank rimanendo con solo il 18%, cessando di essere così l'azionista di controllo. L'8 luglio successivo la UniCredit ha ceduto anche la quota residua, di conseguenza la FinecoBank non è più una società del Gruppo UniCredit, diventando così indipendente.
Nel 2023 la banca raggiunge 1,5 milioni di clienti, e a settembre dello stesso anno annuncia la chiusura delle proprie attività nel mercato britannico, a seguito dell’uscita del Regno Unito dall’Unione Europea con conseguente cambio regolamentare; a ottobre, l'istituto di credito annuncia il lancio di un conto corrente dedicato specificamente all’operatività sui mercati finanziari.

## Premi e riconoscimenti
- L'applicazione di Fineco ha vinto il premio Premio WWW Il Sole 24 ore 2012.
- Il sito ha vinto il premio "Sito web dell'anno" nella categoria "Finanza" nel 2011, 2012, 2013, 2014, 2015[21] e nella categoria ''Attività bancarie e investimenti'' nel 2016.
- Nel 2015 è stata definita dal Boston Consulting Group la banca più consigliata al mondo grazie al passaparola.[22][23]
- Nel 2016 KPMG ha inserito Fineco al sesto posto nella classifica delle migliori aziende per Customer Experience in Italia. Tra le banche, Fineco è al primo posto in assoluto.[24]